# 新阿姆斯特丹 (圭亚那)

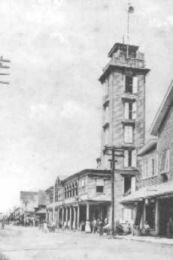
NA Town Hall 1950

新阿姆斯特丹（英語：New Amsterdam），位于圭亚那东北部大西洋沿岸东伯比斯-科兰太因地区伯比斯河畔的一座城市，也是该国最大的城市之一。 距离首都乔治敦100公里（62英里）。它位于伯比斯河东岸，距离其大西洋河口6公里（4英里），紧邻坎杰河以南。它是东伯比斯-科伦坦的首府。截至2012年，新阿姆斯特丹的人口为17,329人。

## 历史
新阿姆斯特丹起源于17世纪30年代到40年代与拿骚堡一起建成的村庄，起初位于右岸伯比斯河上游约90公里（56英里）。在1763年奴隶起义之前，它包括一座政策法院大楼、一座仓库、一家旅馆、两家铁匠、一家面包店、一座路德教会和一些房屋等建筑。由荷兰人建于1740年，新阿姆斯特丹最初被命名为圣安德里斯堡。1790年，它成为荷兰殖民政府的所在地。1803年，英国人接管了新阿姆斯特丹。
1763年3月，黑奴起义军领袖卡菲起兵反抗荷兰殖民者，新阿姆斯特丹附近的拿骚堡被荷兰总督烧毁:1274。起义被镇压后，他被指控纵火并被处决。
虽然该村庄后来重建，但到1770年代，它已不再是殖民地的中心。种植园主开始迁移到下游更肥沃的土壤，使该镇在上游有些孤立。起初，荷兰当局有一些宏伟的计划，在那里建造令人印象深刻的政府大楼——这些计划仍然可以在海牙的国家档案馆看到。然而，最终他们不得不认识到，在伯比斯的经济活动集中在下游河的背景下，这种发展将是徒劳的，并于1785年决定将该镇迁往坎杰河口。
1831年，新阿姆斯特丹失去了首都的地位，当时伯比斯和埃塞奎博/德梅拉拉两个殖民地合并为英属圭亚那。
城镇较小，由三条主要道路和大约十几条十字路口组成。它有一个繁荣的市场。从新阿姆斯特丹，你可以通过科伦坦河到达克拉布伍德溪（约72公里外）或伯比斯的东坎杰地区。一条路还通往伯比斯河岸，南面约40公里到马拉镇。

## 兴趣点
新阿姆斯特丹有一个港口，有一家政府经营的医院。该镇有许多古老的殖民建筑，其中一些可以追溯到荷兰殖民时期。其中，传教教堂已被指定为国家遗产。
新阿姆斯特丹的主要学校是伯比斯高中、伯比斯教育学院、弗里曼埃尔文中学、教程学院和新阿姆斯特丹中学，以前称为新阿姆斯特丹多边高中（1975年成立）。
滨海位于滨海大道以西，是紧邻花园对面的开放公共场地，当时它作为野餐胜地非常受欢迎，是伯比斯人民约会的胜地。那里的乐队看台见证了许多英属圭亚那民兵乐队的精彩的表演。

## 旅行
镇上有几家酒店，包括Church View Guest House、Astor Hotel、Little Rock Hotel、The Penguin International Hotel和Parkway Hotel，以及新建在主街的小石城套房。

## 气候
新阿姆斯特丹属热带雨林气候，常年暴雨。